# 吳智律
吳智律（韓語：오지율，2014年7月21日—），是一名韓國兒童女演員。

## 演藝經歷
2022年的電視劇《非常律師禹英禑》 中的禹英禑童年一角及同年的《黑暗榮耀》中的河睿帥一角，都有亮眼出色的演出。

## 演出作品

### 電視劇
| 年份        | 電視台  | 劇名               | 角色   | 集數                                                   |
| 2022年      | tvN     | 《愛的迫降》       | 徐丹   | 童年6歲                                                |
| 2022年      | ENA     | 《非常律師禹英禑》 | 禹英禑 | 童年                                                   |
| 2022-2023年 | Netflix | 《黑暗榮耀》       | 河睿帥 | 朴涎鎮和河度領的女兒，實際上是朴涎鎮和全宰寯生的女兒。 |
| 2023年      | JTBC    | 《代理公司》       | 姜漢娜 | 童年(EP13)                                             |
| 2024年      | TVING   | 《死期將至》       | 禹瑟琪 | (EP7)                                                  |

### 電影
| 年份   | 劇名           | 角色   | 備註  |
| 2021年 | 《勝利號》     | 金順伊 | [ 5 ] |
| 2023年 | 《惡夢／악몽》 | 有珍   | 主演  |

### 綜藝
| 年份   | 電視台  | 節目                                      | 集數  |
| 2023年 | SBS     | 《強心臟聯盟》                            | E01   |
| 2023年 | KBS 2TV | 《我的超人爸爸》                          | E465  |
| 2023年 | YOUTUBE | 《鄰居朋友康男米 （页面存档备份，存于）》 | [ 9 ] |

## 廣告
- 2017年:現代MOBIS （页面存档备份，存于）
- 2018年:WINIX滾筒烘乾機 （页面存档备份，存于）
- 2018年:宗家府泡菜 （页面存档备份，存于）
- 2019年:眼光學習中心 （页面存档备份，存于）
- 2022年:奇妙萌可玩具 （页面存档备份，存于）

## 外部連結
- 吳智律的Instagram帳戶（由媽媽經營）